# Nenad Puhovski
Nenad Puhovski (Zagreb, 29. travnja 1949.) hrvatski je filmski, televizijski i kazališni redatelj, producent i scenarist. Direktor je producentske kuće Factum.

## Životopis
Puhovski je prvi film stvorio sa 16 godina. Studirao je filozofiju i sociologiju na Zagrebačkom sveučilištu te film i TV režiju na Akademiji dramske umjetnosti. Nakon diplome radio je u kazalištu, na filmu i na televiziji. Režirao je mnoštvo kazališnih komada te preko 250 TV produkcija svih vrsta - dramskih, dokumentarnih, glazbenih i obrazovnih. Puhovski je ipak najpoznatiji kao autor dokumentarnih filmova, koji su prikazivani širom svijeta, često nagrađivani, ali i žestoko osporavani.
Od 1978. predaje na Akademiji dramske umjetnosti u Zagrebu, a predavao je i na brojnim filmskim radionicama u Hrvatskoj i inozemstvu. 
1997. je osnovao producentsku kuću Factum u okviru koje je snimljeno preko 80 filmova, koji su sudjelovali na preko 150 festivala i osvojili više od 90 stranih i domaćih nagrada, uključujući i tri Grand Prixa na DHFa, te dvije Nazorove nagrade za film.
2005. osnovao je i postao direktor međunarodnog festivala dokumentarnog filma ZagrebDox.
Dobitnik je Nagrade Grada Zagreba, ordena Reda Danice hrvatske s likom Marka Marulića, godišnje nagrade "Albert Kapović" Hrvatske udruga producenata (HRUP) te Zlatne medalje za najboljeg producenta na Beogradskom festivalu dokumentarnog i kratkometražnog filma (BDKF). Za svoj rad na polju dokumentaristike, posebice za  pokretanje i vođenje ZagrebDoxa, 2009. godine dobiva nagradu Europske mreže dokumentarnog filma (EDN) i Medalju Grada Zagreba.
Član je Europske filmske akademije.

## Djela

### Producent
- "Sve pet", autorica Dana Budisavljević
- "Goli", autorica Tiha Klara Gudac
- "Dum Spiro Spero", autor Pero Kvesić
- "Iza Lica Zrcala", autorica Katarina Zrinka Matijević
- "Djeca tranzicije", autor Matija Vukšić
- "Ljubavna odiseja", autorica Tatjana Božić
- "Ratni reporter", autor Silvestar Kolbas
- "Nemam ti šta reć' ljepo", autor Goran Dević

### Režija i scenarij
- "Generacija '68"
- "Zajedno"
- "Lora: Svjedočanstva"
- "Paviljon 22"
- "Vukovar, nepokoreni grad"
- "U Potrazi za Šutejem"
- "Mrtva luka"
- "Činča"

## Vanjske poveznice
- Životopis na factum.com.hr
- Nenad Puhovski u internetskoj bazi filmova IMDb-u (engl.)